# 丽贝卡·L·卡恩
丽贝卡·L·卡恩（1951年—）是一位美国遗传学家，夏威夷大学马诺阿分校教授，专攻人类线粒体DNA的演化，其对粒線體夏娃的研究支持了人类单地起源说。